# Hermalle-sous-Argenteau
Hermalle-sous-Argenteau (nld. Hermal; wa. Hermåle-dizo-Årdjetea, Hermåle-dizos-Åyetê) – dzielnica (section) gminy Oupeye w Belgii, w Regionie Walońskim, w prowincji Liège, w okręgu Liège. 1 stycznia 2020 roku liczyła 2610 mieszkańców. Do 31 grudnia 1976 r. samodzielna gmina. 

## Demografia
Liczba mieszkańców, stan na 1 stycznia:
| Rok                | 1930 | 1947 | 1961 | 2020 |
| ------------------ | ---- | ---- | ---- | ---- |
| Liczba mieszkańców | 1875 | 1970 | 2334 | 2610 |